# Euglenophyceae
Classe
Les Euglenophyceae sont une classe de protozoaires de l'embranchement des Euglenozoa. 

## Liste des ordres
Selon IRMNG (6 mai 2025) :
- Euglenida F.Stein, 1878
- Eutreptiida Leedale, 1967
- Rapazida Cavalier-Smith, 2016

## Systématique
Le nom valide complet (avec auteur) de ce taxon est Euglenophyceae Schoenichen in Eyfurth & Schoenichen, 1925.
Ce taxon porte en français les noms vernaculaires ou normalisés suivants : Euglénophytes, Euglénoïdes.
Euglenophyceae a pour synonyme : Euglenoidea Bütschli, 1884.
Selon les classifications les Euglenophycés sont considérés comme des Euglenozoa (WoRMS, IRMNG), soit comme des Euglenophyta (AlgaeBASE).
La classification varie selon les bases de données taxonomiques :
| Classification → Rang ↓ | Worms          | IRMNG          | AlgaeBase      | Taxonomicon    |
| ----------------------- | -------------- | -------------- | -------------- | -------------- |
| Règne                   | Protozoa       | Protozoa       | Protozoa       | Euglenozoa     |
| Sous-règne              | Eozoa          | Eozoa          | Eozoa          |                |
| Infra-règne             | Euglenozoa     |                |                |                |
| Embranchement           | Euglenozoa     | Euglenozoa     | Euglenophyta   |                |
| Sous-embranchement      | Euglenoida     | Euglenoida     | Euglenoida     |                |
| Infra-embranchement     | Dipilida       | Dipilida       | Dipilida       |                |
| Super-classe            |                | Spirocuta      |                |                |
| Classe                  | Euglenophyceae | Euglenophyceae | Euglenophyceae | Euglenophyceae |

## Publication originale
- (en) Cavalier-Smith, T., « Higher classification and phylogeny of Euglenozoa », European Journal of Protistology, vol. 56,‎ 2016, p. 250-276 + 2 figs (ISSN 0932-4739, e-ISSN 1618-0429, lire en ligne [PDF], consulté le 7 mai 2025).